# Pont des Allemands
De Pont des Allemands is de Maasbrug van spoorlijn 24 ten noorden van de Belgische plaats Wezet. De brug werd in de Eerste Wereldoorlog door Russische gevangenen gebouwd in opdracht van de Duitse bezetter. De spoorbrug werd in 1918 in gebruik genomen. De totale lengte bedraagt 530 meter.
Direct ten westen ligt de spoorbrug over het Albertkanaal.